# Noazaur
Noazaur (Noasaurus leali) – dinozaur z rodziny noazaurów (Noasauridae).
Żył w epoce późnej kredy (ok. 70 mln lat temu) na terenach Ameryki Południowej. Długość ciała 2-3 m, masa 15-35 kg. Początkowo uważano, że podobnie jak dromeozaury posiadał ruchomy palec stopy, jednak obecnie twierdzi, się, że ów "palec stopy" w rzeczywistości jest palcem dłoni. Jego szczątki znaleziono w Argentynie.